# Carabodes coweetaensis
Carabodes coweetaensis är en kvalsterart som beskrevs av Robert Gatlin Reeves 1995. Carabodes coweetaensis ingår i släktet Carabodes och familjen Carabodidae. Inga underarter finns listade.